# Carrera del encierro

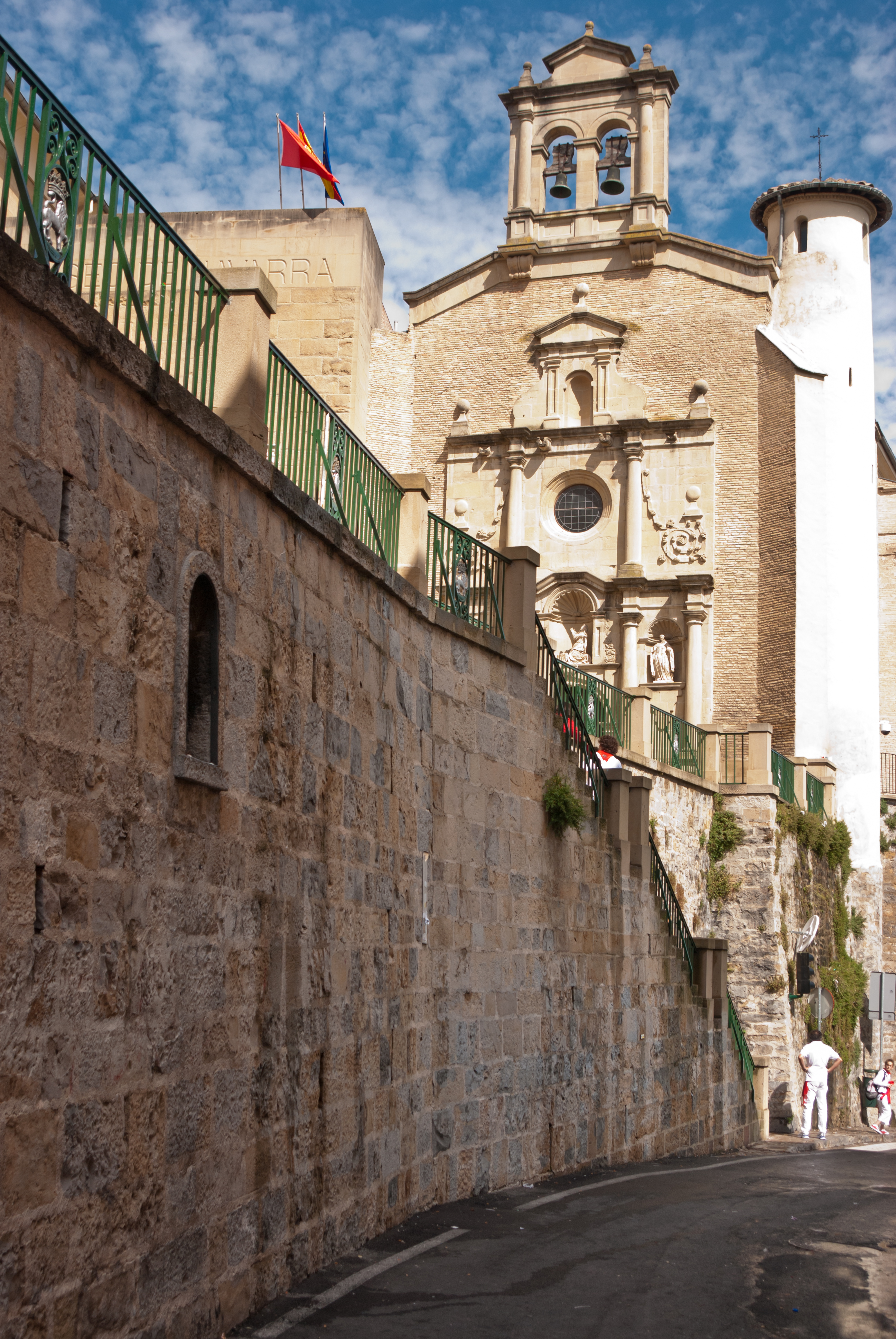
La Cuesta de Santo Domingo es uno de los tramos de la carrera, muy conocido por los cánticos al santo antes de los encierros.

La Carrera del Encierro de Pamplona, denominada anteriormente como Cross del Encierro,  es una competición atlética celebrada anualmente en la capital de la Comunidad Foral de Navarra desde el año 1984 los días previos a los San Fermines.

## Relevancia
Es la "Carrera del Encierro" más importante de Navarra junto con la Carrera del encierro de Tudela.

## Características

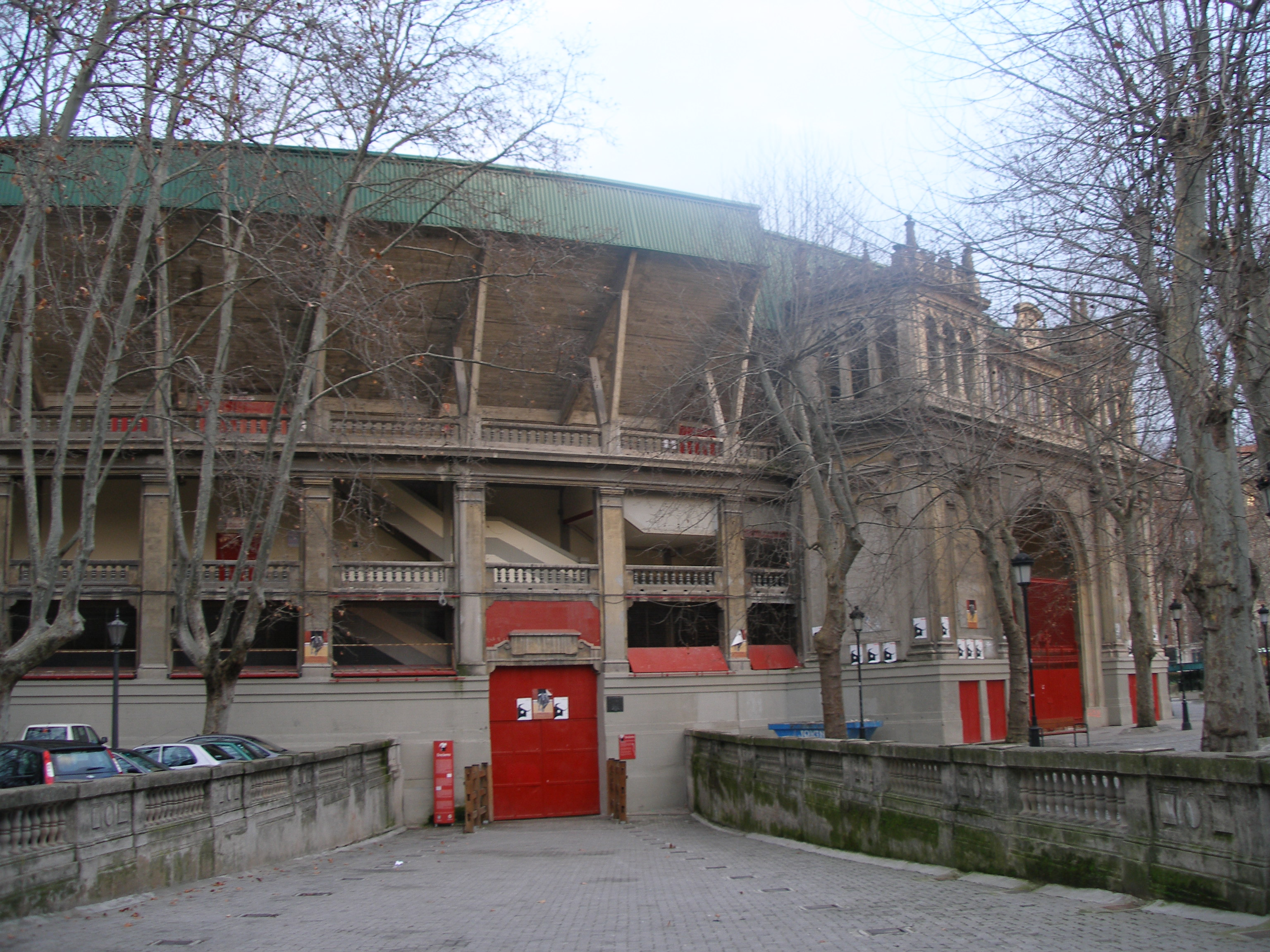
Exterior de la Plaza de Toros de Pamplona. En primer plano, la puerta del callejón, por donde entran los corredores y toros en los encierros y meta de la carrera.

Esta competición atlética utiliza el tradicional recorrido de los encierros de Pamplona celebrados durante las fiestas de San Fermín:

### Recorrido
La salida se sitúa en el baluarte de la Rochapea, mientras que la meta se sitúa en el callejón de entrada a la Plaza de toros Monumental de Pamplona. 

### Distancia
La distancia exacta entre la salida y la meta es de 799’48 metros.

### Organización
Está organizado por la S.D.R.C. Peña La Jarana, una de las peñas sanfermineras de Pamplona.

### Participación
El número de participantes ronda el medio millar de personas.

### Premios
En este carrera se otorga un premio en metálico especial para los corredores federados y trofeos para las demás categorías, excepto los menores.